# Microdrassus
Microdrassus inaudax es una especie de araña araneomorfa de la familia Gnaphosidae. Es la única especie del género monotípico Microdrassus.  

## Distribución
Es originaria de Seychelles.